# إسحاق بروميس
إسحاق بروميس (بالإنجليزية: Isaac Promise) (2 ديسمبر 1987 نيجيريا - 2 أكتوبر 2019) هو لاعب كرة قدم نيجيري، شارك في الألعاب الأولمبية الصيفية 2008.

## وصلات خارجية
إسحاق بروميس على موقع الاتحاد الدولي (مؤرشف)  (الإنجليزية)
- إسحاق بروميس على موقع اتحاد تركيا (لاعب) (الإنجليزية)
- إسحاق بروميس على موقع قاعدة بيانات كرة القدم.إي يو (الإنجليزية)
- إسحاق بروميس على موقع Soccerway.com (الإنجليزية)
- إسحاق بروميس على موقع عالم كرة القدم.نت (الإنجليزية)
- إسحاق بروميس على موقع اللجنة الأولمبية الدولية (الإنجليزية)
- إسحاق بروميس على موقع أوليمبيديا (الإنجليزية)